# 2028
- Wikisource

| Calendário gregoriano                                                        | 2028 MMXXVIII                       |
| Ab urbe condita                                                              | 2781                                |
| Calendário arménio                                                           | 1478 – 1479                         |
| Calendário bahá'í                                                            | 184 – 185                           |
| Calendário budista                                                           | 2572                                |
| Calendário chinês                                                            | 4724 – 4725 Início a 26 de janeiro  |
| Calendário copta                                                             | 1744 – 1745                         |
| Calendário etíope                                                            | 2020 – 2021                         |
| Calendários hindus - Vikram Samvat - Calendário nacional indiano - Cáli Iuga | 2083 – 2084 1949 – 1950 5128 – 5129 |
| Calendário Holoceno                                                          | 12028                               |
| Calendário islâmico                                                          | 1450 – 1451                         |
| Calendário judaico                                                           | 5788 – 5789                         |
| Calendário persa                                                             | 1406 – 1407 Início a 20 de março    |
| Calendário rúnico                                                            | 2278                                |
| Calendário solar tailandês                                                   | 2571                                |

2028 (MMXXVIII, na numeração romana) será um ano bissexto do século XXI que começará num sábado, segundo o calendário gregoriano. As suas letras dominicais serão BA. A terça-feira de Carnaval ocorrerá a 29 de fevereiro e o domingo de Páscoa a 16 de abril. Segundo o horóscopo chinês, será o ano do Macaco, começando a 26 de janeiro.

| Evento                                                   | Data            | Hora  |
| -------------------------------------------------------- | --------------- | ----- |
| Aquário                                                  | 20 de janeiro   | 13:22 |
| Peixes                                                   | 19 de fevereiro | 03:26 |
| primavera no hemisfério norte e outono no hemisfério sul |                 |       |
| Carneiro/equinócio                                       | 20 de março     | 02:17 |
| Touro                                                    | 19 de abril     | 13:10 |
| Gémeos                                                   | 20 de maio      | 12:10 |
| verão no hemisfério norte e inverno no hemisfério Sul    |                 |       |
| Caranguejo/solstício                                     | 20 de junho     | 20:02 |
| Leão                                                     | 22 de julho     | 06:54 |
| Virgem                                                   | 22 de agosto    | 14:01 |
| Outono no Hemisfério Norte e Primavera no Hemisfério Sul |                 |       |
| Balança/equinócio                                        | 22 de setembro  | 11:46 |
| Escorpião                                                | 22 de outubro   | 21:14 |
| Sagitário                                                | 21 de novembro  | 18:55 |
| inverno no hemisfério norte e verão no hemisfério sul    |                 |       |
| Capricórnio/solstício                                    | 21 de dezembro  | 08:20 |

| UTC: Portugal Continental, Madeira, Guiné-Bissau e São Tomé e Príncipe Subtrair (-): 1 h nos Açores e Cabo Verde 2 h nas Ilhas oceânicas brasileiras 3 h em Brasília, em Goiás, na Amazônia Oriental Brasileira e no nordeste, sudeste e sul brasileiros 4 h na Amazônia Ocidental Brasileira, Mato Grosso e Mato Grosso do Sul 5 h no Acre e sudoeste do Amazonas Adicionar (+): 1 h em Angola e Guiné Equatorial 2 h em Moçambique 8 h em Macau 9 h em Timor-Leste. |
| Adicionar uma hora durante a vigência do horário de verão: Portugal Continental : De 26 de março a 29 de outubro de 2028 |

| Ano completo                      |
| --------------------------------- |
| Ano bissexto com início ao sábado |

## Eventos
- Ano do Macaco de Terra, segundo o Horóscopo chinês.

### Fevereiro
- 29 de fevereiro - Terça-feira de Carnaval. No calendário como conhecemos, é a primeira vez  que a data do Carnaval ocorre em 29 de fevereiro desde 1876[1] e última vez até 2180.[2]

### Abril
- 14 de abril - Eclipse solar parcial.

### Junho
- 24 de junho - Portugal comemora os 900 anos da Batalha de São Mamede, que iniciou o processo da fundação da nacionalidade.

### Julho
- 14 a 30 de julho - realização da XXXIV Olimpíada em Los Angeles 2028.[3][4]
- 22 de julho - um eclipse solar total será visível em toda a Austrália, incluindo Sydney e Nova Zelândia.[5]

### Outubro
- 26 de outubro - o asteroide (35396) 1997 XF11 passará a 0,0062 UA (+930.000 km; +580.000 milhas) da Terra.

### Datas desconhecidas
- Realização dos Jogos Paralímpicos de Verão de 2028.
- Conclusão da ligação fixa do Fehmarn Belt entre a Dinamarca e a Alemanha.
- Instituição da moeda Afro pelo Banco Central Africano, trazendo uma moeda comum aos membros da União Africana.
- Fim da substituição das frotas do A-10 Thunderbolt e do F-16 Fighting Falcon com o F-35 Lightning II.
- Expiração do aluguel do lote do porto de Moldauhafen em Hamburgo, na Alemanha, para a República Tcheca.
- O Reino Unido vai liderar um estudo sobre "as atmosferas de exoplanetas" além do nosso Sistema Solar, conhecido como o "Atmospheric Remote-sensing Infrared Exoplanet Large-survey" (ARIEL).[6]
- Lançamento planejado da Artemis 7, com o Lunar Surface Asset, que deverá ser o primeiro posto avançado lunar a ser construído dentro do Programa Artemis.[7][8]

## Na ficção

### Nos Video games
- Metal Slug
- Carmageddon
- Blood II: The Chosen
- Trauma Center: New Blood
- Zero Escape: Virtue's Last Reward
- Phoenix Wright: Ace Attorney − Spirit of Justice

## Epacta e Idade da Lua
| Epacta gregoriana | 3 (III) |
| Idade da Lua      | Letra c |